# رتيمة
رُتَيْمَة أو سرخس متسلق (الاسم العلمي: Lygodium)، جنس نباتات سرخسية. تضم حوالي 40 نوع، مواطنه المناطق الاستوائية في جميع أنحاء العالم، مع وجود بعض الأنواع المعتدلة في شرق آسيا وشرق أمريكا الشمالية. إنهُ الجنس الوحيد في فصيلة الرتيميات، على الرغم من أنه مدرج في فصيلة المُشَقَّقة من قبل بعض علماء النبات.